# صحار للألومنيوم
شركة صحار للألومنيوم هي أول مصهر للألمنيوم في سلطنة عمان . تأسست في عام 2004 ،  وهي تحت ملكية شركة النفط العمانية وشركة أبوظبي الوطنية للطاقة (ش.م.ع) - طاقة وريو تينتو ، وهي شركة رائدة في استخراج وإنتاج الألومنيوم . يبلغ إنتاج الشركة السنوي من الألومنيوم الأولي 375000 طن سنويًا ولديها ميناء لاستقبال وتصدير الألومنيوم ويمكنها دعم السفن بسعة لا تقل عن 75000 طن متري.

## التاريخ
تأسست في سبتمبر 2004 ، وهي مشروع مشترك بين شركة النفط العمانية ش م ع ع (40٪) ، وهيئة مياه وكهرباء أبوظبي (40٪) ، وريو تينتو ألكان (20٪). تم تعيين توني كينسمان في منصب الرئيس التنفيذي لشركة صحار للألمنيوم في سبتمبر 2004.

## روابط خارجية
- الموقع الرسمي
- الملامح الإدارية